# شورسو (شکی)
شورسو (به لاتین: Şorsu) یک منطقه مسکونی در جمهوری آذربایجان است که در شهرستان شکی واقع شده است. شورسو ۱۹۴۲ نفر جمعیت دارد.